# Christopher Ricks
Christopher Bruce Ricks, FBA (18 de septiembre de 1933) es un académico británico y crítico literario. Es profesor de Humanidades y codirector del Editorial Institute en la Universidad de Boston (Estados Unidos), y fue profesor de poesía en la Universidad de Oxford (Reino Unido) de 2004 a 2009. Fue presidente de la Asociación de Críticos y Académicos Literarios.
Es un conocido académico de la poesía victoriana; un entusiasta del músico Bob Dylan, cuyas letras ha analizado en profundidad en un libro, Dylan's Visions of Sin. Es un crítico feroz de aquellos escritores  que considera pretenciosos (Marshall McLuhan, Christopher Norris, Geoffrey Hartman, Stanley Fish); y un cálido defensor de aquellos  que piensa son más humanos o humorístico (F. R. Leavis, W. K. Wimsatt, Christina Stead). Hugh Kenner alabó su elocuencia, y Geoffrey Hill su "inteligencia crítica sin parangón". W. H. Auden describió a Ricks como "exactamente la clase de crítico que todo poeta sueña encontrar". John Carey le denomina el "crítico literario vivo más importante".

## Trabajos
- A Dissertation Upon English Typographical Founders and Founderies 1778 by Edward Rowe Mores (1961) editor with Harry Carter
- Milton's Grand Style (1963)
- Poems and Critics (1966) anthology
- The Life and Opinions of Tristram Shandy, Gentleman by Laurence Sterne (1967) editor with Graham Petrie
- Twentieth Century Views: A. E. Housman (1968) editor
- Paradise Lost and Paradise Regained by John Milton (1968) editor
- English Poetry and Prose 1540–1674 (1970) editor
- English Drama To 1710 (1971) editor
- The Brownings: Letters and Poetry (1970) editor
- Tennyson (1972)
- A Collection of Poems By Alfred Tennyson (1972) editor
- Selected Criticism of Matthew Arnold (1972) editor
- Keats and Embarrassment (1974)
- Geoffrey Hill and the Tongue's Atrocities (1978)
- The State of the Language (1979) editor with Leonard Michaels, later edition 1990
- The Force of Poetry (1984) essays
- The Poems of Tennyson (1987) three volumes, editor
- The Tennyson Archive (from 1987) editor with Aidan Day, 31 volumes
- The New Oxford Book of Victorian Verse (1987) editor
- T. S. Eliot and Prejudice (1988)
- A. E. Housman: Collected Poems and Selected Prose (1988) editor
- The Faber Book of America (1992) editor with William L. Vance
- The Golden Treasury (1991) editor
- Beckett's Dying Words (1993)
- Essays in Appreciation (1996)
- Inventions of the March Hare: Poems, 1909–1917 by T. S. Eliot (1996) editor
- The Oxford Book of English Verse (1999) editor
- Allusion to the Poets (2002)
- Selected Poems of James Henry (2002) editor
- Reviewery (2003) essays
- Dylan's Visions of Sin (2003)
- Decisions And Revisions In T. S. Eliot (2003)
- Samuel Menashe: Selected Poems (2005) editor
- True Friendship: Geoffrey Hill, Anthony Hecht and Robert Lowell Under the Sign of Eliot and Pound (2010)